# Partei für die Würde des Volkes
Die Partei für die Würde des Volkes (französisch: Parti pour la Dignité du Peuple-Daraja, Kürzel: PDP-Daraja) ist eine politische Partei in Niger.

## Geschichte
Die Partei für die Würde des Volkes wurde am 2. April 1995 gegründet und stellte sich im Oktober 1995 der Öffentlichkeit vor. Ihr Gründer und Parteivorsitzender ist Maïna Ari Adji Kirgam, ein aus der Region Diffa stammender Kanuri. Adji Kirgam war 1994 aus der Nigrischen Partei für Demokratie und Sozialismus (PNDS-Tarayya) ausgeschlossen worden, als er sich öffentlich gegen die Koalition mit der früheren Einheitspartei Nationale Bewegung der Entwicklungsgesellschaft (MNSD-Nassara) ausgesprochen hatte.
Als sich der bei einem Staatsstreich an die Macht gekommene Offizier Ibrahim Baré Maïnassara bei den umstrittenen Präsidentschaftswahlen von 1996 als Staatschef im Amt bestätigen ließ, wurden die darauffolgenden Parlamentswahlen von 1996 von acht Oppositionsparteien boykottiert. Adji Kirgams PDP-Daraja zählte zu den wenigen Unterstützern Baré Maïnassaras und erhielt bei den Parlamentswahlen drei von 83 Sitzen in der Nationalversammlung. Ibrahim Baré Maïnassara fand 1999 bei einem von Daouda Malam Wanké angeführten Staatsstreich den Tod. Bei den darauffolgenden freien Parlamentswahlen von 1999 verfehlte der PDP-Daraja den Wiedereinzug in die Nationalversammlung.
Das Ergebnis des umstrittenen Verfassungsreferendums von 2009, das Staatspräsident Mamadou Tandja vom MNSD-Nassara eine dritte Amtszeit verschaffte, wurde vom PDP-Daraja begrüßt. Der PDP-Daraja und weitere Kleinparteien, darunter die Nationale Union der Unabhängigen (UNI) und die Partei der Massen für Arbeit (PMT-Albarka), verurteilten in einer gemeinsamen Erklärung den Sturz Mamadou Tandjas durch den von Salou Djibo angeführten Staatsstreich am 18. Februar 2010. Der PDP-Daraja unterstützte bei den Präsidentschaftswahlen von 2011 den MNSD-Nassara-Kandidaten Seini Oumarou, der sich jedoch Mahamadou Issoufou vom PNDS-Tarayya geschlagen geben musste.